# Calonne-Ricouart
Pour les articles homonymes, voir Calonne.
Calonne-Ricouart est une commune française située dans le département du Pas-de-Calais en région Hauts-de-France. Ses habitants sont appelés les Calonnois. La commune est membre de la communauté d'agglomération de Béthune-Bruay, Artois-Lys Romane.
La commune de Calonne-Ricouart (nom porté depuis 1801) est située dans le sud-est du département du Pas-de-Calais et traversée par la Clarence. Commune du bassin minier du Nord-Pas-de-Calais, elle se trouve à 12 km, à vol d'oiseau, au sud-ouest de la commune de Béthune. C’est une commune de type ceinture urbaine, appartenant à l’unité urbaine de Béthune, avec une population de 5 416 habitants au dernier recensement de 2022, elle a connu un pic de population en 1926 avec 12 936 habitants.
À la suite de la Première Guerre mondiale, la commune est décorée de la croix de guerre 1914-1918.

## Géographie

### Localisation
Localisée dans le sud-est du département du Pas-de-Calais, Calonne-Ricouart est une commune de la vallée de la  Clarence située, à vol d'oiseau, à 12 km au sud-ouest de la commune de Béthune (chef-lieu d'arrondissement) et limitrophe, au nord, de la commune d'Auchel.
Le territoire de la commune est limitrophe de ceux de six communes.
Les communes limitrophes sont Auchel, Marles-les-Mines, Bruay-la-Buissière, Camblain-Châtelain, Cauchy-à-la-Tour et Divion.

### Géologie et relief
La superficie de la commune est de 4,61 km2 ; son altitude varie de 41  à   114 m.

### Hydrographie
Le territoire de la commune est situé dans le bassin Artois-Picardie.
La commune est traversée par la Clarence, un cours d'eau naturel de 33 km, qui prend sa source dans la commune de Sains-lès-Pernes et se jette dans la Vieille Lys aval au niveau de la commune de Calonne-sur-la-Lys,.

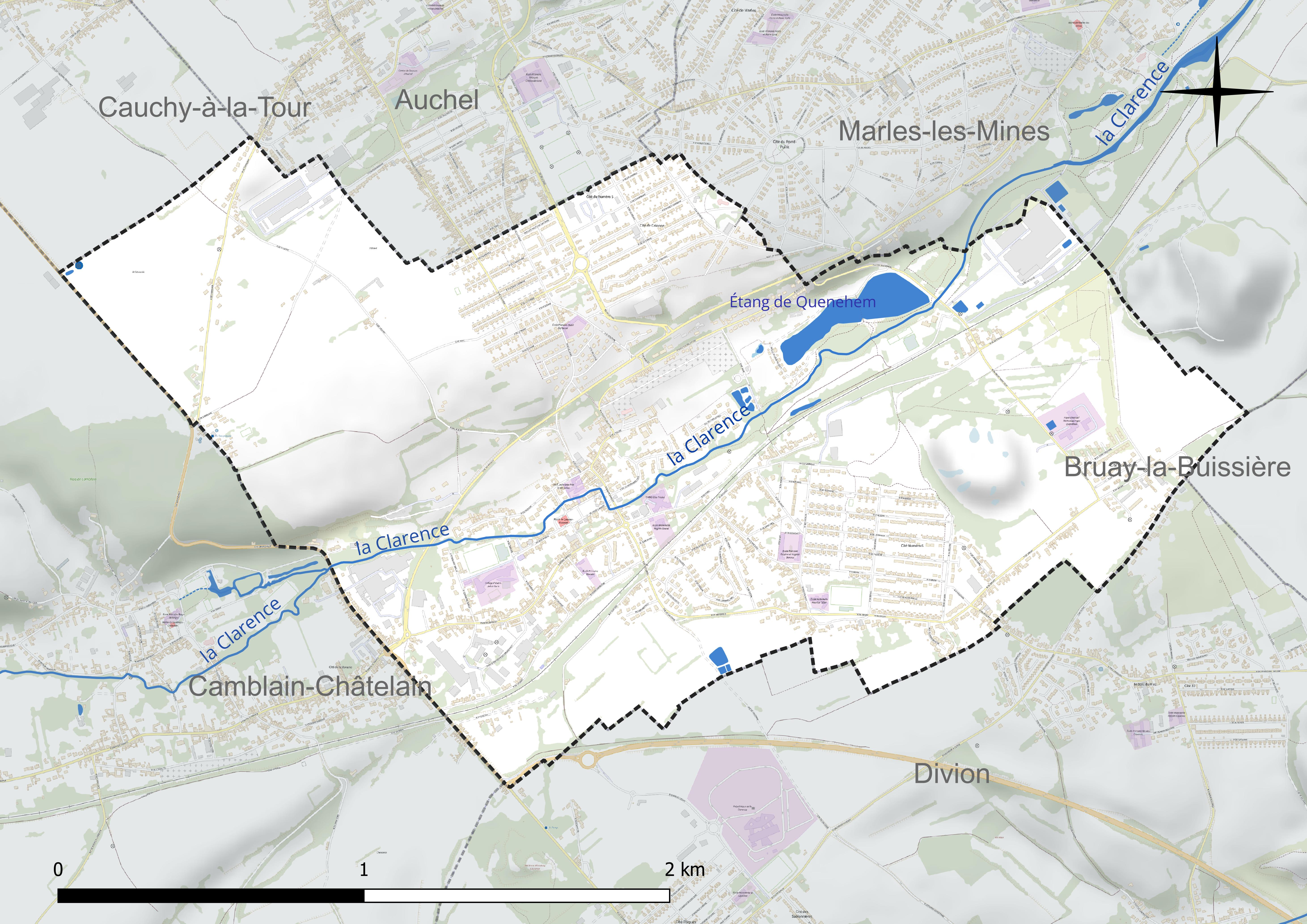
Réseau hydrographique de Calonne-Ricouart.

### Climat
Pour des articles plus généraux, voir Climat des Hauts-de-France et Climat du Pas-de-Calais.
En 2010, le climat de la commune est de type climat océanique altéré, selon une étude du CNRS s'appuyant sur une série de données couvrant la période 1971-2000. En 2020, Météo-France publie une typologie des climats de la France métropolitaine dans laquelle la commune est exposée à un climat océanique et est dans la région climatique Côtes de la Manche orientale, caractérisée par un faible ensoleillement (1 550 h/an) ; forte humidité de l’air (plus de 20 h/jour avec humidité relative > 80 % en hiver), vents forts fréquents.
Pour la période 1971-2000, la température annuelle moyenne est de 10,1 °C, avec une amplitude thermique annuelle de 13,8 °C. Le cumul annuel moyen de précipitations est de 828 mm, avec 13,2 jours de précipitations en janvier et 9,2 jours en juillet. Pour la période 1991-2020, la température moyenne annuelle observée sur la station météorologique la plus proche, située sur la commune de Lillers à 9 km à vol d'oiseau, est de 11,1 °C et le cumul annuel moyen de précipitations est de 731,5 mm,. Pour l'avenir, les paramètres climatiques de la commune estimés pour 2050 selon différents scénarios d'émission de gaz à effet de serre sont consultables sur un site dédié publié par Météo-France en novembre 2022.

## Urbanisme

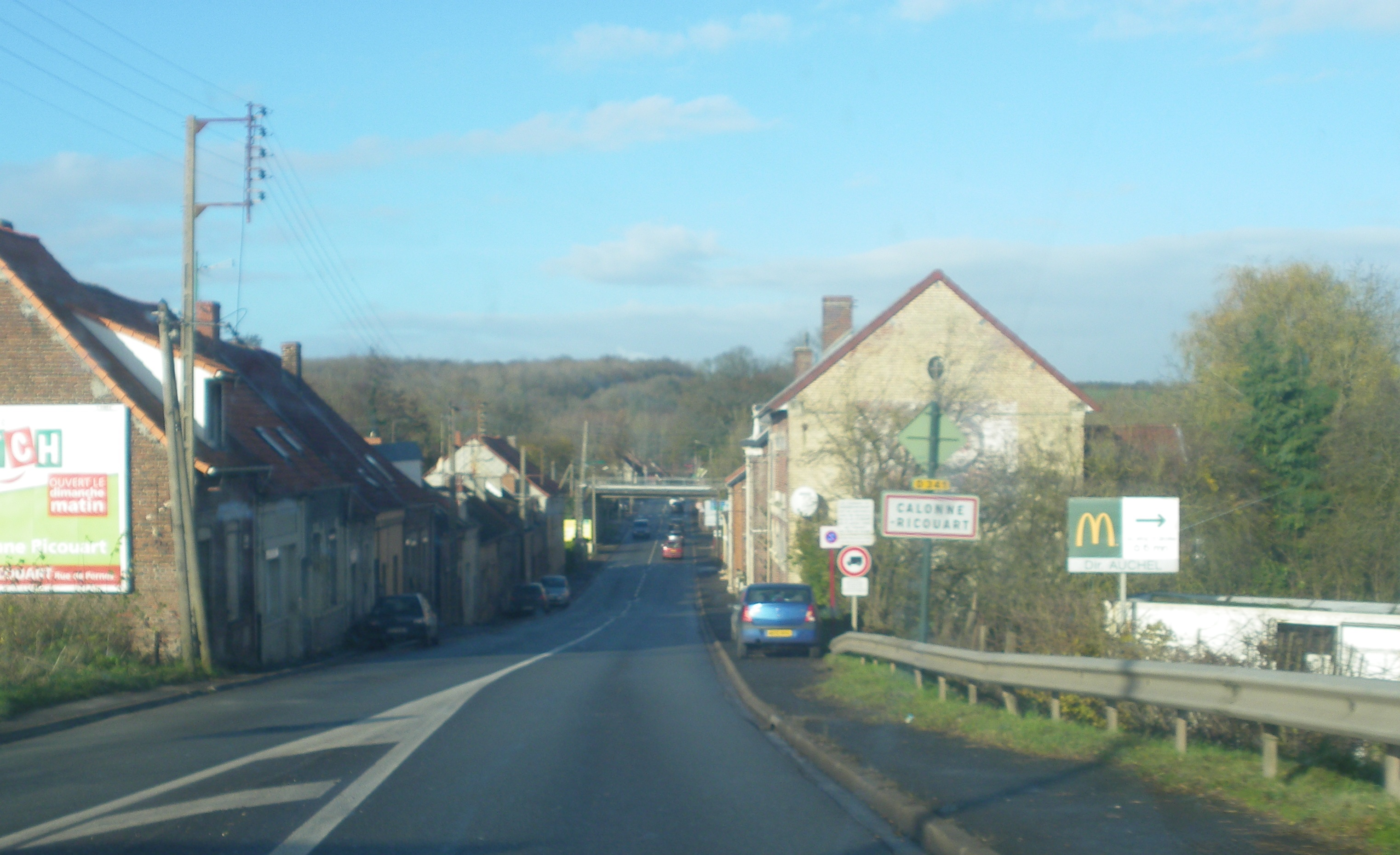
Panneau d'entrée, en provenance de Divion.

### Typologie
Au 1er janvier 2024, Calonne-Ricouart est catégorisée ceinture urbaine, selon la nouvelle grille communale de densité à sept niveaux définie par l'Insee en 2022.
Elle appartient à l'unité urbaine de Béthune, une agglomération inter-départementale regroupant 94  communes, dont elle est une commune de la banlieue,,. Par ailleurs la commune fait partie de l'aire d'attraction d'Auchel - Lillers, dont elle est une commune du pôle principal,. Cette aire, qui regroupe 29 communes, est catégorisée dans les aires de 50 000 à moins de 200 000 habitants,.

### Occupation des sols
L'occupation des sols de la commune, telle qu'elle ressort de la base de données européenne d’occupation biophysique des sols Corine Land Cover (CLC), est marquée par l'importance des territoires artificialisés (67,6 % en 2018), une proportion identique à celle de 1990 (67,6 %). La répartition détaillée en 2018 est la suivante : 
zones urbanisées (49,5 %), terres arables (31,7 %), zones industrielles ou commerciales et réseaux de communication (7,5 %), mines, décharges et chantiers (7,5 %), espaces verts artificialisés, non agricoles (3,1 %), forêts (0,5 %), zones agricoles hétérogènes (0,2 %). L'évolution de l’occupation des sols de la commune et de ses infrastructures peut être observée sur les différentes représentations cartographiques du territoire : la carte de Cassini (XVIIIe siècle), la carte d'état-major (1820-1866) et les cartes ou photos aériennes de l'IGN pour la période actuelle (1950 à aujourd'hui).

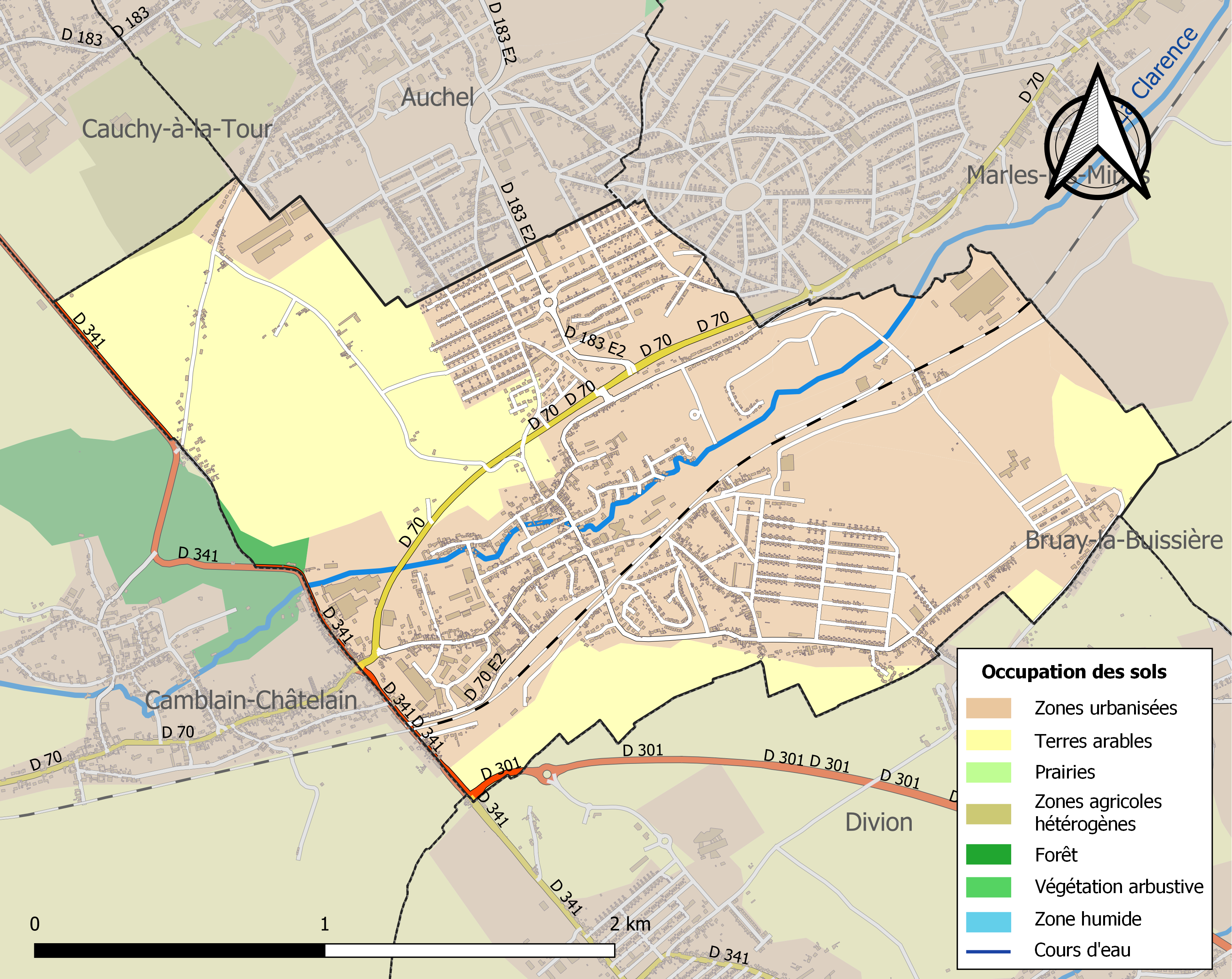
Carte des infrastructures et de l'occupation des sols de la commune en 2018 (CLC).

### Logement
En 2022, le nombre total de logements dans la commune était de 2 567, alors qu'il était de 2 522 en 2016 et de 2 494 en 2011
, soit une progression du nombre total de logements de 2,9 % depuis 2011.
Parmi ces 2 567 logements, 89,7 % étaient des résidences principales, (soit 2 302 logements), 0,4 % des résidences secondaires et 9,9 % des logements vacants. Ces logements étaient pour 94,5 % d'entre eux des maisons individuelles et pour 5,1 % des appartements.
Sur les 2 302 résidences principales, 39,9 % sont occupées par des propriétaires, 58,1 % par des locataires et 2,0 % par des personnes logées gratuitement.
Le tableau ci-dessous présente la typologie des logements à Calonne-Ricouart en 2022 en comparaison avec celle du Pas-de-Calais et de la France entière. Une caractéristique marquante du parc de logements est ainsi la faible proportion des résidences secondaires et logements occasionnels (0,4 %) par rapport au département (6,6 %) et à la France entière (9,7 %) ainsi que d'une proportion de logements vacants (9,9 %) supérieure à celle du département (7,2 %) et de la France entière (8 %).
| Typologie                                               | Calonne-Ricouart | Pas-de-Calais | France entière |
| ------------------------------------------------------- | ---------------- | ------------- | -------------- |
| Résidences principales (en %)                           | 89,7             | 86,2          | 82,3           |
| Résidences secondaires et logements occasionnels (en %) | 0,4              | 6,6           | 9,7            |
| Logements vacants (en %)                                | 9,9              | 7,2           | 8              |

### Voies de communication et transports

#### Voies de communication
La commune est desservie par la route départementale D 70 et est limitrophe, au sud, de la D 341 et de la D 301 (rocade minière).

#### Transports
Sur la commune se trouve la gare de Calonne-Ricouart, située sur la ligne de ligne de Fives à Abbeville, desservie par des trains TER Hauts-de-France.

### Risques naturels et technologiques

#### Risque inondation
À la suite du passage des tempêtes Ciarán, Domingos et Elisa et des inondations et coulées de boue qui se sont produites, la commune est reconnue, par arrêté du 14 novembre 2023, en état de catastrophe naturelle pour inondations et coulées de boue sur la période du 2 au 12 novembre 2023, comme 179 autres communes du département.

## Toponymie
Le nom de la localité est attesté sous les formes Calonna en 1036 ; Calona en 1145 ; Calonia en 1147 ; Calone en 1299 ; Calonne-Ricouuart en 1302 ; Calumpne en 1330 ; Calonne-Riquouart en 1452 ; Calonne-Ricouwart en 1469 ; Calonne-Ricouart en 1559 ; Calogne-Ricouart en 1725 ; Calonne Ricouart en 1793 et Calonne-Ricouart depuis 1801.
La rivière Calonne tient son nom du gaulois *cal- « pierre » suivi de *onna, variante de onno qui signifie « cours d'eau, fleuve » ; d'où le sens global de « cours d'eau coulant sur du gravier ».
A l’époque où l’Artois faisait partie des Pays-Bas Espagnols, le seigneur de Ricouart attacha son nom au village de Calonne.

## Histoire
Époque préhistorique : 200 000 ans av. J.-C.
Vestiges de la civilisation acheuléenne dans la région (Estrée Cauchy).

De 1100 à 300 av. J.-C.
Invasions des Celtes. Les Belges s’établissent de la Seine au Rhin. Calonna (endroit humide, rivière) et Cambellon (Camblain) sont des villages marins, à la limite du territoire des Atrébates. Ils sont de part et d’autre de la route qui relie Taruana (Thérouanne), capitale des Morins à Nemetocenna (Arras), capitale des Atrébates.

406 apr. J.-C.
Invasion des Germains. Les Francs saliens s’installent au Nord de la France. Calonne est à la limite linguistique entre le roman et le germain. (Lozinghem, Floringhem, Quénehem sont des noms germains).
Les Mérovingiens. Les Mérovingiens ont laissé des traces nombreuses (tombes à Camblain-Châtelain). Calonne fait partie du comté du Ternois (évêché de Thérouanne).

Vers l'an 1000. La seigneurie de Saint-Pôl devient un comté au détriment du comté du Ternois dont les restes sont rattachés au comté de Flandres.

1147. Le pape Eugène III confirme la propriété de l’autel de Calonne à l’abbaye de Chocques.

1163 et 1167. Le pape Alexandre III confirme cette propriété. L’abbaye de Chocques possède aussi les terres et la ferme de Quénin ou Quénehem.

1180. Le comté de Saint-Pôl revient en dot à Isabelle de Hainaut fille du comte de Flandre, Philippe d’Alsace, lors de son mariage avec Philippe-Auguste. Les Calonnois sont vassaux du roi de France.

1237. Le comté de Saint-Pôl rattaché au comté d’Artois est donné en apanage à Robert, frère de Saint-Louis.

1302. Siger de Gand est seigneur de Calonne-Ricouart et vassal de Mahaut d’Artois. Il fait partie de la révolte menée par Robert III contre sa tante.

1329. Mahaut d’Artois rachète la ferme de Quénehem à Jakemon Markade (qui la tenait lui-même de Baudouin de Souastre), pour la donner à la chartreuse de Gosnay.

1330. Calonne-Ricouart fait partie de la dot de Jeanne, fille de Huon, qui épouse Hugues, seigneur de Noyelles.

1415, Azincourt. Pierre et Lancelot de Noyelles font partie des 8 000 chevaliers tués dans la bataille, avec le comte de Marles et le duc de Camblain et ses deux fils. Jean de Noyelles est alors chambellan de Jean sans Peur, duc de Bourgogne.

1469. Calonne-Ricouart est alors un village de 40 « fermes » (environ 200 habitants).

1493. L’Artois revient à Maximilien d’Autriche.

1537. Les troupes de François Ier (notre ennemi), puisque nous sommes les sujets de Charles Quint, pillent Calonne-Ricouart, détruisent 33 maisons et le château. Les Français récidivent en 1543. Pendant les guerres entre la Maison d’Autriche et les Valois de France, les Noyelles de distinguent. François de Noyelles “Gentilhomme de la bouche” de Charles Quint est lieutenant-général de la Cavalerie Légère Impériale à la bataille de Saint-Quentin.

1640. Hugues de Noyelles est fait comte par l’archiduc Albert, époux d’Isabelle, la fille de Philippe II d’Espagne. Il est aussi gouverneur du Limbourg, « chef des Finances » et conseiller d’État. La lettre des Archiducs Isabelle et Albert créant le comté de Noyelles annexe à ce domaine les seigneuries de Fouquières et Calonne qui appartenaient déjà à la famille.

1605. Le gouverneur de Croy fait réaliser un album où figure une gravure représentant Calonne-Ricouart (Callongne). Cette gravure représente un village typique de l’Artois, bâti dans un creux de vallée autour de l’église et d’une grosse bâtisse tenant lieu de château.

1659. Le traité des Pyrénées donne définitivement l’Artois à la France.

1698. Calonne a 31 fermes (40 en 1469).

Au XVIIIe siècle. La seigneurie de Calonne change de maîtres. Elle est vendue à Françoise d'Allewin, comtesse de Rache. Elle la donne en dot à sa fille, Claire Bergues qui épouse Maximilien de Bernard, seigneur d’Esquelme. Ainsi naît la famille des Bernard de Calonne qui existe toujours et dont les armoiries sont devenues celles de la commune.

1763 à 1781. Reconstruction de l'église.

1786. Un nouveau château est reconstruit à l’emplacement du cimetière actuel.

1789. Calonne compte 265 habitants. (texte copié) violation du droit d'auteur
La commune est décorée de la croix de guerre 1914-1918 par décret du 25 septembre 1920, distinction également attribuée à 276 autres communes du Pas-de-Calais.
Le 26 août 1975. L'explosion du terril de Quenehem tue six habitants du coron voisin.
Le 19 mai 2012, André Delcourt, maire communiste de Calonne-Ricouart, nomme Georges Ibrahim Abdallah, chef présumé des Fractions armées révolutionnaires libanaises (FARL), condamné en France à la réclusion à la perpétuité pour des actes terroristes, citoyen d'honneur de la ville.

## Politique et administration

### Découpage territorial
La commune se trouve  dans l'arrondissement de Béthune du Pas-de-Calais.

#### Commune et intercommunalités
La commune était membre de la communauté d'agglomération de l'Artois créée fin 2001. Celle-ci fusionne avec d'autres intercommunalités, formant le 1er janvier 2017 la communauté d'agglomération de Béthune-Bruay, Artois-Lys Romane dont la commune est désormais membre. Cette communauté d'agglomération de Béthune-Bruay, Artois-Lys Romane regroupe 100 communes et totalise 275 327 habitants en 2021.

#### Circonscriptions administratives
La commune fait partie de 1801 à 1991 du canton de Houdain, année où elle est intégrée au canton de Divion. Dans le cadre du redécoupage cantonal de 2014 en France, la commune est désormais rattachée au canton d'Auchel.

#### Circonscriptions électorales
Pour l'élection des députés, la commune fait partie depuis 1986 de la dixième circonscription du Pas-de-Calais.

### Élections municipales et communautaires
Le début de la mandature 2014-2020 est marqué par d'importantes dissensions au sein du conseil municipal, où treize élus démissionnent successivement, entraînant une élection municipale début octobre 2017,,, qui voient le succès de la liste menée par  Ludovic Idziak, avec 48,4 % et 1 173 suffrages, la liste menée par le maire sortant, Ludovic Guyot, n'ayant remporté que 48,4 % et 1 100 suffrages, et une troisième liste menée par Éric Niemier ayant obtenu 6,2 %.

#### Élections municipales
Résultats des seconds tours ou des deux meilleurs scores du premier tour si dépassement de 50 % :
- Élections municipales de 2008 : 100,00 % pour André Delcourt (PCF). Le taux de participation était de 60,20 %.
- Élections municipales de 2014 : 100,00 % pour Ludovic Guyot (PCF). Le taux de participation était de 53,89 %.
- Élections municipales partielles de 2017 : 48,41 % pour Ludovic Idziak (DVG), 45,40 % pour Ludovic Guyot (PCF), 6,19 % pour Éric Niemier (SE). Le taux de participation était de 56,40 %.
- Élections municipales de 2020 : 83,54 % pour Ludovic Idziak (DVG), 16,46 % pour Sébastien Karras (RN). Le taux de participation était de 44,31 %.

### Autres élections

#### Élections législatives
Résultats des seconds tours ou des deux meilleurs scores du premier tour si dépassement de 50 % :
- Élections législatives de 2002 : 73,45 % pour Serge Janquin (PS), 26,55 % pour Isabelle Morel (UMP). Le taux de participation était de 50,04 %.
- Élections législatives de 2007 : 76,91 % pour Serge Janquin (PS), 23,09 % pour Isabelle Morel (UMP). Le taux de participation était de 48,12 %.
- Élections législatives de 2012 : 66,93 % pour Serge Janquin (PS), 33,07 % pour Monique Lamare (FN). Le taux de participation était de 47,94 %.
- Élections législatives de 2017 : 62,60 % pour Ludovic Pajot (FN), 37,40 % pour Laurence Deschanel (LREM). Le taux de participation était de 38,85 %.
- Élections législatives de 2022 : 68,51 % pour Thierry Frappé (RN), 31,49 % pour Michel Dagbert (TdP). Le taux de participation était de 35,89 %.
- Élections législatives de 2024 : 66,46 % pour Thierry Frappé (RN), 19,37 % pour Emmanuelle Leveugle (PS). Le taux de participation était de 57,01 %.

#### Élections européennes
Résultats des deux meilleurs scores :
- Élections européennes de 1994 : 34,22 % pour Francis Wurtz (PCF), 12,23 % pour Dominique Baudis (UDF), 12,23 % pour Bernard Tapie (MRG). Le taux de participation était de 52,91 %.
- Élections européennes de 1999 : 35,03 % pour Robert Hue (PCF), 15,45 % pour François Hollande (PS). Le taux de participation était de 47,49 %.
- Élections européennes de 2004 : 29,49 % pour Jacky Hénin (PCF), 26,43 % pour Henri Weber (PS). Le taux de participation était de 36,40 %.
- Élections européennes de 2009 : 34,81 % pour Jacky Hénin (PCF), 14,42 % pour Gilles Pargneaux (PS). Le taux de participation était de 38,03 %.
- Élections européennes de 2014 : 44,09 % pour Marine Le Pen (FN), 22,72 % pour Jacky Hénin (PCF). Le taux de participation était de 37,04 %.
- Élections européennes de 2019 : 53,94 % pour Jordan Bardella (RN), 9,28 % pour Nathalie Loiseau (LREM). Le taux de participation était de 48,85 %.
- Élections européennes de 2024 : 65,44 % pour Jordan Bardella (RN), 6,25 % pour Valérie Hayer (RE). Le taux de participation était de 44,87 %.

#### Élections régionales
Résultats des seconds tours :
- Élections régionales de 2004 : 64,81 % pour Daniel Percheron (PS), 18,23 % pour Carl Lang (FN), 16,96 % pour Jean-Paul Delevoye (UMP). Le taux de participation était de 58,85 %.
- Élections régionales de 2010 : 63,09 % pour Daniel Percheron (PS), 23,60 % pour Marine Le Pen (FN), 13,31 % pour Valérie Létard (UMP). Le taux de participation était de 51,86 %.
- Élections régionales de 2015 : 56,21 % pour Marine Le Pen (FN), 43,79 % pour Xavier Bertrand (LR). Le taux de participation était de 53,88 %.
- Élections régionales de 2021: 42,86 % pour Xavier Bertrand (LR), 40,40 % pour Sébastien Chenu (RN), 16,74 % pour Karima Delli (EÉLV). Le taux de participation était de 32,64 %.

#### Élections départementales
Résultats des seconds tours :
- Élections départementales de 2015 : 60,94 % pour Ludovic Guyot et Danièle Seux (PCF), 39,06 % pour Séverine Helie et Bruno Roux (FN). Le taux de participation était de 48,35 %.
- Élections départementales de 2021 : 71,16 % pour Ludovic Idziak et Michèle Jacquet (DVG), 28,84 % pour Thérèse Delassus et Jérôme Leroy (RN). Le taux de participation était de 32,77 %.

#### Élections cantonales
Résultats des seconds tours ou des deux meilleurs scores du premier tour si dépassement de 50 % :
- Élections cantonales de 1992 : 61,19 % pour André Delcourt (PCF), 38,81 % pour Bernard Bourdelle (RPR). Le taux de participation était de 70,24 %.
- Élections cantonales de 1994 : 54,82 % pour André Delcourt (PCF), 19,94 % pour Thierry Burkhardt (GÉ). Le taux de participation était de 71,09 %.
- Élections cantonales de 2001 : 71,83 % pour André Delcourt (PCF), 15,61 % pour Henriette Jakubowski (PS). Le taux de participation était de 62,64 %.
- Élections cantonales de 2008 : 78,76 % pour André Delcourt (PCF), 12,66 % pour Éric Édouard (PS). Le taux de participation était de 61,76 %.

### Jumelages
| Ville | Ville         | Pays | Pays      | Période     |
| ----- | ------------- | ---- | --------- | ----------- |
|       | Jaworzno      |      | Pologne   | 1986-1990   |
|       | Wilkau-Haßlau |      | Allemagne | depuis 1990 |

## Équipements et services publics

### Santé
Fin 2007, le foyer d'accueil médicalisé Quenehem pour personnes sourdes et aveugles a ouvert ses portes à Calonne-Ricouart. Cet établissement, le sixième du genre en France, accueille au maximum 43 adultes touchés par la surdicécité, un handicap rare. Le projet, complexe à élaborer selon l'AFTAM, a mis près de 10 ans à voir le jour. Pour y parvenir, l'association a bénéficié du soutien d'une association de parents de personnes « sourdaveugles », l'Association pour la création et la gestion d’établissements et de services pour sourds et aveugles Nord de France (Acgessa), et de la mairie de Calonne-Ricouart.

### Justice, sécurité, secours et défense
La commune dépend du tribunal judiciaire de Béthune, du conseil de prud'hommes de Béthune, de la cour d'appel de Douai, du tribunal de commerce d'Arras, du tribunal administratif de Lille, de la cour administrative d'appel de Douai et du tribunal pour enfants de Béthune.

## Population et société

### Démographie
Les habitants de la commune sont appelés les Calonnois.

#### Évolution démographique
L'évolution du nombre d'habitants est connue à travers les recensements de la population effectués dans la commune depuis 1793. Pour les communes de moins de 10 000 habitants, une enquête de recensement portant sur toute la population est réalisée tous les cinq ans, les populations de référence des années intermédiaires étant quant à elles estimées par interpolation ou extrapolation. Pour la commune, le premier recensement exhaustif entrant dans le cadre du nouveau dispositif a été réalisé en 2007.

En 2022, la commune comptait 5 416 habitants, en évolution de −0,91 % par rapport à 2016 (Pas-de-Calais : −0,72 %, France hors Mayotte : +2,11 %).
| 1793 | 1800 | 1806 | 1821 | 1831 | 1836 | 1841 | 1846 | 1851 |
| ---- | ---- | ---- | ---- | ---- | ---- | ---- | ---- | ---- |
| 236  | 228  | 229  | 249  | 290  | 293  | 296  | 301  | 304  |

| 1856 | 1861 | 1866 | 1872 | 1876 | 1881 | 1886 | 1891 | 1896 |
| ---- | ---- | ---- | ---- | ---- | ---- | ---- | ---- | ---- |
| 310  | 315  | 343  | 336  | 457  | 506  | 561  | 615  | 750  |

| 1901 | 1906  | 1911  | 1921  | 1926   | 1931   | 1936  | 1946   | 1954   |
| ---- | ----- | ----- | ----- | ------ | ------ | ----- | ------ | ------ |
| 955  | 1 453 | 3 554 | 8 388 | 12 936 | 11 497 | 9 715 | 11 136 | 10 897 |

| 1962   | 1968  | 1975  | 1982  | 1990  | 1999  | 2006  | 2007  | 2012  |
| ------ | ----- | ----- | ----- | ----- | ----- | ----- | ----- | ----- |
| 10 585 | 9 954 | 8 534 | 7 545 | 6 585 | 5 989 | 5 837 | 5 815 | 5 528 |

| 2017  | 2022  | - | - | - | - | - | - | - |
| ----- | ----- | - | - | - | - | - | - | - |
| 5 454 | 5 416 | - | - | - | - | - | - | - |

L'explosion démographique s'explique par l'ouverture progressive des puits de mines de la fosse no 6, no 6 bis et no 6 ter (exploitation des sous-sols riches en charbon) à partir du début du XXe siècle, et l'emploi de la main d'œuvre polonaise, très nombreuse, venant renforcer la population calonnoise, tout comme celle des communes environnantes.										

#### Pyramide des âges
En 2018, le taux de personnes d'un âge inférieur à 30 ans s'élève à 37,0 %, soit au-dessus de la moyenne départementale (36,7 %). Le taux de personnes d'âge supérieur à 60 ans est de 24,9 % la même année, soit au même niveau que le département.
En 2018, la commune comptait 2 664 hommes pour 2 856 femmes, soit un taux de 51,74 % de femmes, légèrement supérieur au taux départemental (51,5 %).
Les pyramides des âges de la commune et du département s'établissent comme suit.
| Hommes | Classe d’âge | Femmes |
| ------ | ------------ | ------ |
| 0,4    | 90 ou +      | 1,9    |
| 5,6    | 75-89 ans    | 10,7   |
| 14,9   | 60-74 ans    | 16,1   |
| 20,7   | 45-59 ans    | 18,6   |
| 19,0   | 30-44 ans    | 17,9   |
| 18,9   | 15-29 ans    | 17,0   |
| 20,5   | 0-14 ans     | 17,9   |

| Hommes | Classe d’âge | Femmes |
| ------ | ------------ | ------ |
| 0,5    | 90 ou +      | 1,6    |
| 5,6    | 75-89 ans    | 8,9    |
| 16,7   | 60-74 ans    | 18,1   |
| 20,2   | 45-59 ans    | 19,2   |
| 18,9   | 30-44 ans    | 18,1   |
| 18,2   | 15-29 ans    | 16,2   |
| 19,9   | 0-14 ans     | 17,9   |

### Sports et loisirs
À l'est de la commune, le parc « Calonnix » couvre 35 ha de superficie dont 15 ha de surface boisée et 5 ha constitués de deux étangs. Ces plans d'eau recouvrent l'ancienne ferme de Quénehem. Diverses activités sportives et de loisirs y sont proposées (tennis, squash, centre équestre, mur d'escalade, pédalos, pisciculture et pêche à la truite, parc de jeux gonflables, parc animalier…). Situées sur le site de loisirs, les Poudrières, ancien lieu de stockage des matériaux explosifs destinés aux travaux d'extraction du charbon, ont été aménagées en lieu d'accueil pour chauves-souris.

## Économie

### Revenus de la population et fiscalité
En 2021, la commune compte 2 307 ménages fiscaux, regroupant 5 275 personnes.
Le revenu fiscal médian par ménage, le taux de pauvreté des ménages et la part des ménages fiscaux imposés de la commune, du département du Pas-de-Calais et de la métropole sont les suivants :
- le revenu fiscal médian par ménage de la commune est de 17 610 €, inférieur à celui du département du Pas-de-Calais (20 720 €) et inférieur à celui de la France métropolitaine (23 080 €)[Insee 13],[Insee 14],[Insee 15] ;
- le taux de pauvreté des ménages de la commune est de 29 %, de 18,4 % au niveau du département et de 14,9 % au niveau de la métropole[Insee 16],[Insee 17],[Insee 18] ;
- la part des ménages fiscaux imposés dans la commune est de 31 %, de 44,1 % au niveau du département et de 53,4 % au niveau de la métropole[Insee 13],[Insee 14],[Insee 15].

### Emploi
|                       | 2011   | 2016   | 2022   |
| --------------------- | ------ | ------ | ------ |
| Commune               | 22,3 % | 22,9 % | 18,9 % |
| Département           | 11,3 % | 13,7 % | 11,2 % |
| France métropolitaine | 11,6 % | 13,7 % | 11,7 % |

En 2022, la population âgée de 15 à 64 ans s'élève à 3 320 personnes, parmi lesquelles on compte 67,4 % d'actifs (54,6 % ayant un emploi et 12,7 % de chômeurs) et 32,6 % d'inactifs,. En 2022, le taux de chômage communal (au sens du recensement) des 15-64 ans est supérieur à celui du département et supérieur à celui de la France métropolitaine.
La commune fait partie du pôle principal de l'aire d'attraction d'Auchel - Lillers,. Elle compte 1 624 emplois en 2022, contre 1 384 en 2016 et 1 279 en 2011. Le nombre d'actifs ayant un emploi résidant dans la commune est de 1 834, soit un indicateur de concentration d'emploi de 88,6 et un taux d'activité parmi les 15 ans ou plus de 51,2 %.
Sur ces 1 834 actifs de 15 ans ou plus ayant un emploi, 1 463 travaillent dans la commune, soit 80 % des habitants. Pour se rendre au travail, 88,1 % des habitants utilisent une voiture, un camion ou une fourgonnette, 3,3 % les transports en commun, 6,1 % s'y rendent en deux-roues motorisé, à vélo ou à pied et 2,4 % n'ont pas besoin de transport (travail au domicile).

## Culture locale et patrimoine

### Lieux et monuments
Le village et le château sont brûlés en 1537.
À l'initiative des Bernard de Calonne, le moulin à eau à blé est construit au XVIIe ou XVIIIe siècle sur la rive nord de la rivière la  Clarence à l'ouest de la commune. Il est vendu pendant la Révolution et demeura dans la famille Occre jusqu'au XIXe siècle. Il ne fonctionne plus depuis 1945. Seul un des quatre corps composant initialement l'édifice existe encore.
Le terril du puits no 2 de Marles et le terril du no 6 sont actuellement exploités pour leurs schistes (principaux constituants), notamment comme remblais pour l’infrastructure routière.
- La gare de Calonne-Ricouart.
- L'église Saint-Pierre.
- Le monument aux morts[44].

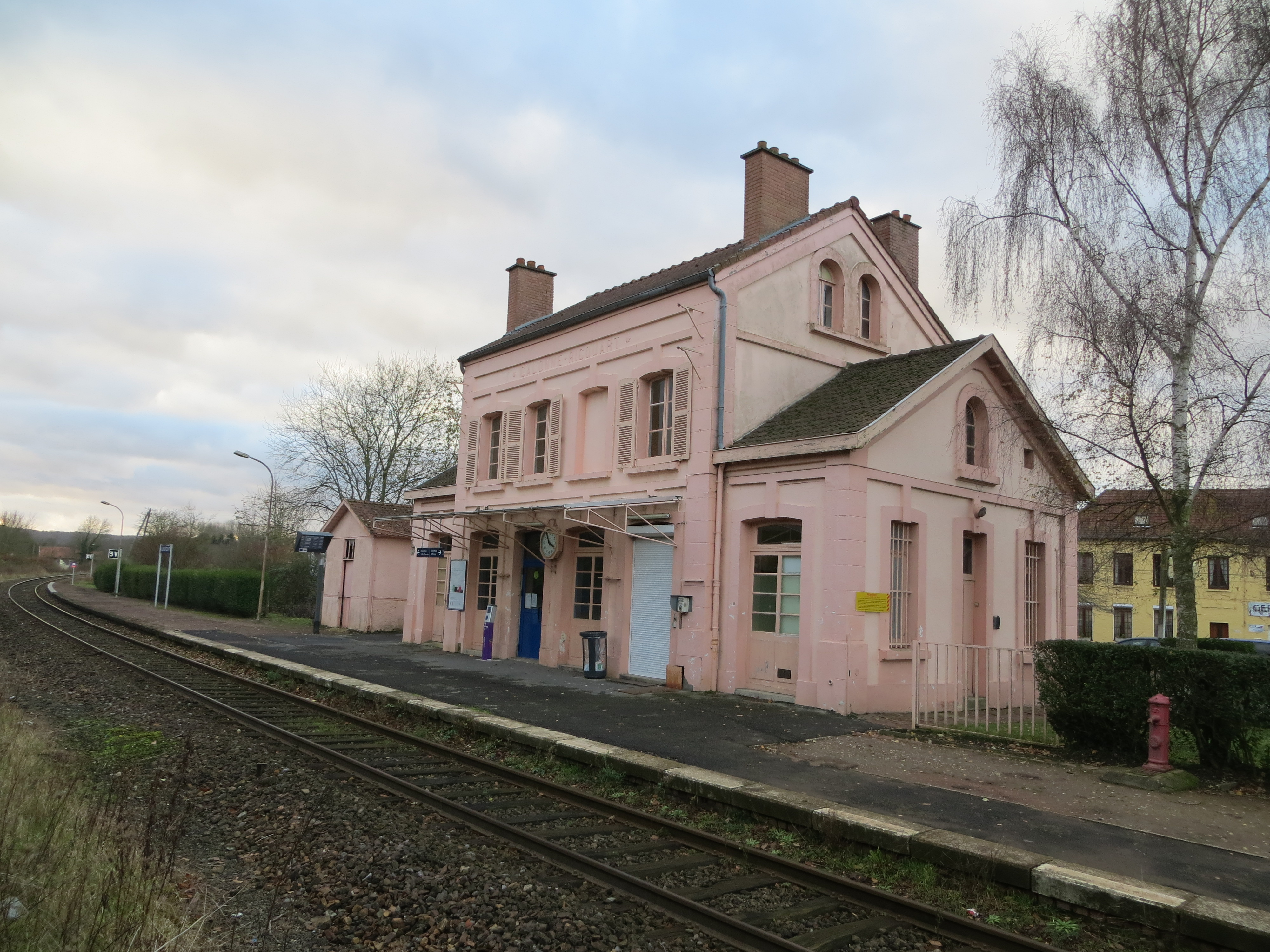
La gare.
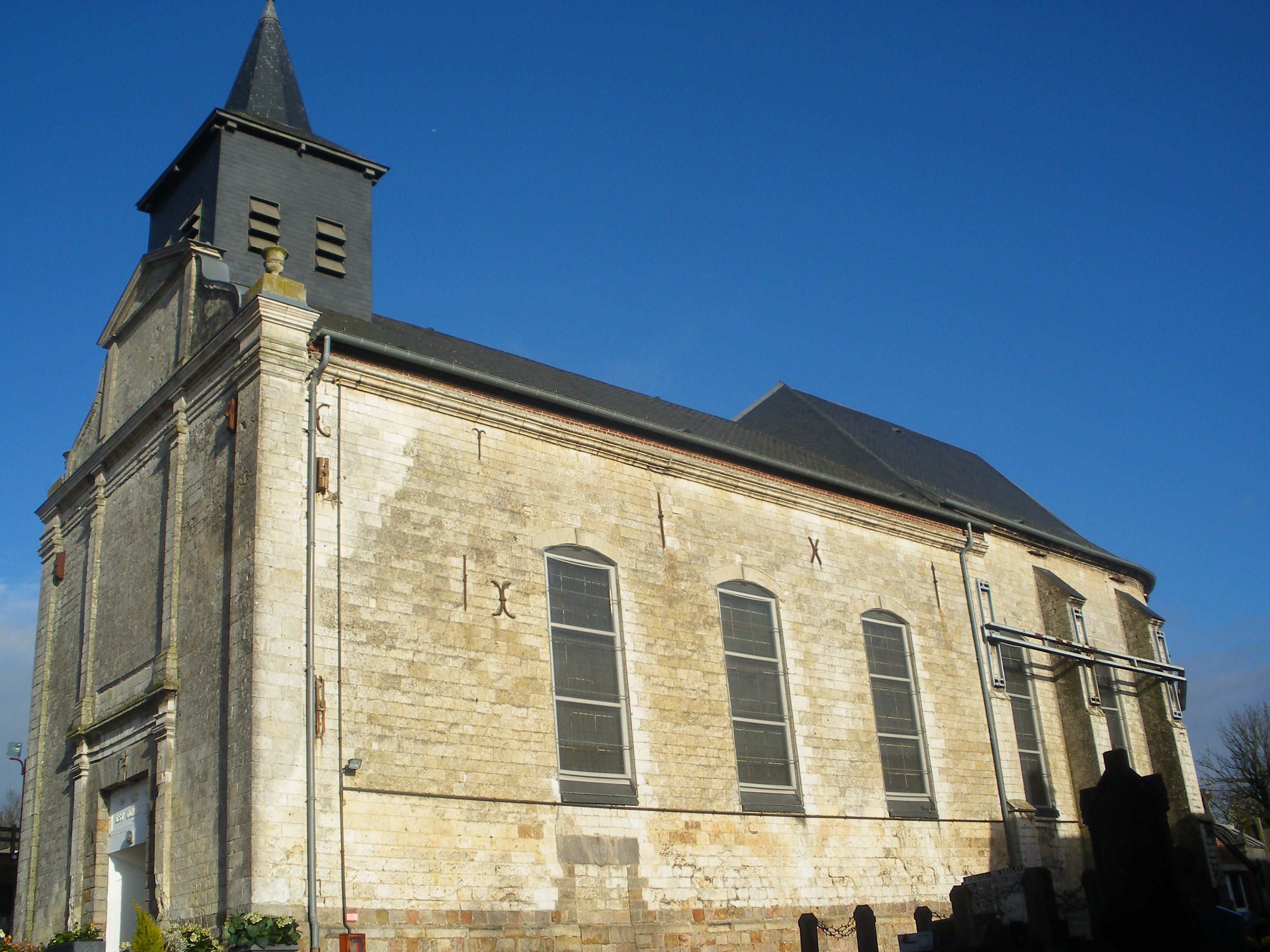
L'église Saint-Pierre.

### Personnalités liées à la commune
- André Mancey (1913-1984), homme politique et maire de la commune, mort à Calonne-Ricouart.
- Élie Fruchart (1922-2003), entraîneur de football, né à Calonne-Ricouart.
- Maryan Synakowski (1936-2021), joueur de football, né à Calonne-Ricouart.
- Maryan Wisniewski (1937-2022), international de football, né à Calonne-Ricouart.
- Robert Budzynski (1940-2023), joueur de football, né à Calonne-Ricouart.

### Héraldique
| Blason de Calonne-Ricouart | Blason  | De gueules à l'épée basse d'or, dans son fourreau d'argent à la bouterolle d'or, accostée de deux étoiles du même. Ornements extérieursCroix de guerre 1914-1918 |
| Blason de Calonne-Ricouart | Détails | Le statut officiel du blason reste à déterminer. |

## Pour approfondir

#### Bases de données, dictionnaires et encyclopédies
- Ressources relatives à la géographie :   - Insee (communes)
  - Ldh/EHESS/Cassini
- Ressource relative à plusieurs domaines :   - Annuaire du service public français
- Notices d'autorité :   - VIAF
  - BnF (données)
  - IdRef
  - LCCN
  - Israël